# Pekik Nyaring
Pekik Nyaring is een bestuurslaag in het regentschap Bengkulu Tengah van de provincie Bengkulu, Indonesië. Pekik Nyaring telt 3635 inwoners (volkstelling 2010).